# 宇文乞得龜
宇文乞得龜（此據《魏書》，《資治通鑑》作乞得歸），生卒年不詳，中國晉代北方宇文部鮮卑首領，是前任首領宇文遜昵延之子，遜昵延死後由其繼位。
325年，後趙石勒加乞得龜官爵，乞得龜奉石勒命出兵攻慕容廆。慕容廆遣世子慕容皝，與拓跋部、段部三方面共同迎戰。慕容廆以裴嶷為右翼，慕容仁為左翼。乞得龜據守澆水（今西拉木倫河）。乞得龜另派其侄宇文悉拔雄抵禦慕容仁。慕容仁擊殺了悉拔雄，乘勝與慕容皝攻乞得龜，大破乞得龜軍。乞得龜棄軍逃走，皝、仁進入其根據地，派輕兵追擊乞得龜，「過其國三百餘里而還，盡獲其國重器，畜產以百萬計，民之降附者數萬。」
333年，乞得龜為宇文部的東部首領宇文逸豆歸所逐，在外流亡，後來去世；不過，《魏書》則記載為「逸豆歸殺乞得龜而自立」。